# Franz Karl von Rump zu Crange
Franz Karl von Rump zu Crange (* 1. November 1772 Haus Crange; † 27. September 1822 Münster) war Domherr in Münster.

## Leben
Die Familie von Rump war im Jahre 1637 durch Erbfolge Besitzer des Hauses Crange geworden. Bis 1812 blieb diese ehemalige Wasserburg im Besitz der von Rumps. Franz Karl von Rump zu Crange war der Sohn des Christoph Albert von Rump zu Crange und dessen Gemahlin Maria Theresia von Merode auf Haus Merfeld. Er kam im Jahre 1793 in den Besitz einer Dompräbende in Münster, die durch den Verzicht des Domherrn Hermann Werner von Bocholtz frei geworden war. Franz Karl war zum Priester geweiht worden. Nachdem das Domkapitel sich nach der Säkularisation neu gebildet hatte, blieb er bis zum Jahre 1812 in diesem Gremium.